# American Born
American Born er en amerikansk stumfilm fra 1913 af Lorimer Johnston.

## Medvirkende
- Sydney Ayres som Richard Danvers
- Vivian Rich som Dorothy Travers / Pepita
- Jack Richardson som Dick Travers
- Harry von Meter som Topelo
- Jacques Jaccard som Jarlen av Danvers